# Любино-Малороссы
Лю́бино-Малороссы — село в Любинском районе Омской области России, административный центр Любино-Малоросского сельского поселения.
Население — 1347 чел. (2010).
Основано в 1743 году.

## Физико-географическая характеристика
Село находится в пределах лесостепной зоны Ишимской равнины, являющейся частью Западно-Сибирской равнины, вытянуто вдоль южного берега озера Старица. На севере граничит с рабочим посёлком Красный Яр. Высота центра — 79 метра над уровнем моря.
Почвы — чернозёмы обыкновенные, в пойме реки Иртыш — пойменные кислые.
Географическое положение
Любино-Малороссы расположено в 45 км к северо-западу от областного центра города Омск на федеральной трассе Р402 Тюмень-Ишим-Омск и 29 километрах от районного центра рабочего посёлка Любинский.
Климат
Климат резко континентальный, со значительными перепадами температур зимой и летом (согласно классификации климатов Кёппена — влажный континентальный климат (Dfb) с тёплым летом и холодной и продолжительной зимой). Многолетняя норма осадков — 396 мм. Наибольшее количество осадков выпадает в июле — 63 мм, наименьшее в феврале и марте — по 14 мм. Среднегодовая температура положительная и составляет + 1,2° С, средняя температура января − 17,7° С, июля + 19,4° С.

## История
В 1741 году для защиты русского населения от набегов кочевников, губернская канцелярия предложила «…учредить вновь форпосты и крепости и на все форпосты поставить омских гарнизонных казаков, на каждый форпост до 50 человек». В 1743 году на старом русле Иртыша был построен форпост Воровской. Он располагался на южном, берегу речки Воровской, севернее оврага, который делит Любино-Старожилы и Любино-Малороссы. Первыми жителями форпоста были казаки, охранявшие рубежи Омской крепости. Постепенно оборонительное значение форпоста было утеряно, часть живших здесь, казаков перешла в земледельцы, и форпост стал называться деревней Воровской. В 1769 году деревня насчитывала 27 дворов.
В середине XIX века в Воровскую была подселена большая группа крестьян из Воронежской губернии. Однако новосёлам не по душе пришлось название деревни, и в 1853 году деревня была переименован в Любина. Воронежские переселенцы освоили земли южнее речки Воровской, и селение их получил название Любино-Малороссы (здесь также обосновались переселенцы из Киевской, Черниговской и Полтавской губерний). Там, где жили потомки казаков-старожилов, привилось название Любино—Старожилы. Позднее сюда же перебрались поселенцы из центральных районов России, они основали северную часть села, которую стали называть Москалями.
В 1866 году в Любино-Малороссах была достроена церковь в честь святого Митрофания Воронежского Чудотворца, поэтому село носило ещё и третье название: Любино-Митрофановское. Самые богатые крестьяне засевали здесь хлебом до 50 десятин земли на одного хозяина, собирая в иные годы неплохие урожаи. В 1854 году в Москалях была построена деревянная церковь в честь святой мученицы Софий и её трех дочерей: Веры, Надежды и Любви. Но в 1879 году церковь сгорела, а через год крестьяне поставили новую. В 1914 году в Москалях существовал частный маслозавод. Зажиточные крестьяне сеяли от 15 до 20 десятин хлеба, бедные — от двух до четырёх.
В 1903 году церковно-приходская школа была преобразована в начальное народное сельское училище. В советский период три части села окончательно слились в одно под общим названием Любино-Малороссы.
В 1928 году село состояло из 324 хозяйств,  преобладающая национальность — украинцы. В составе Любинского района Омского округа Сибирского края .

## Население
| 2010 |
| ---- |
| 1347 |

численность населения по переписи 1926 года — 1923 чел.
Гендерный состав
По данным Всероссийской переписи населения 2010 года в гендерной структуре населения из 1347 человек мужчин — 667, женщин — 680	(49,5 и 50,5 % соответственно)
Национальный состав
В 1926 г. основное население — украинцы.
Согласно результатам переписи 2002 года, в национальной структуре населения русские составляли 86 % от общей численности населения в 1328 чел..

## Инфраструктура
экономика
Развитое сельское хозяйство с основания села.
Поскольку село стоит на берегу старицы Иртыша, было развито рыболовство. Существовали различные кустарные производства: кирпичные заводы, гончарные, салотопенные, было развито маслобойное производство, выделка овчин, пимокатное ремесло. Часть жителей занималась изготовлением телег и дровней.

## Транспорт
Автодороги «Любино-Малороссы - Китайлы - Политотдел» (идентификационный номер 52 ОП МЗ Н-625) длиной 11,150 км. и  Подъезд к с. Любино-Малороссы (идентификационный номер 52 ОП МЗ Н-170 ) длиной 4,70 км..